# Nightmares in Red, White and Blue
Nightmares in Red, White and Blue ist ein US-amerikanischer Dokumentarfilm von Andrew Monument aus dem Jahr 2009, basierend auf dem gleichnamigen Buch von Joseph Maddrey. Die Doku zeichnet die Geschichte des amerikanischen Horrorfilms von den Anfängen im Jahr 1910 bis ins 21. Jahrhundert nach und wechselt dabei zwischen Filmausschnitten und Kommentaren namhafter Kreativer wie John Carpenter, Roger Corman oder George A. Romero.

## Inhalt
Der Inhalt des Films gliedert sich in neun Kapitel und versteht sich unter der Prämisse, die Entwicklung des US-amerikanischen Horrorfilms im politischen und soziokulturellen Kontext aufzuzeigen.
Der annähernd 100 Jahre umfassende Rückblick beginnt mit der ersten Verfilmung von Mary Shelleys Frankenstein, die 1910 ihrer Zeit voraus, weitgehend unbeachtet blieb. Nach dem Ersten Weltkrieg setzte die Stummfilmära ein, die mit Lon Chaney (Das Phantom der Oper, Der Unbekannte) einen der ersten Stars des Horrorkinos hervorbrachte. In Folge der Great Depression dominierte für viele Jahre das klassische Monsterkino mit Werken wie Dracula, King Kong oder Der Wolfsmensch die Horrorfilmlandschaft. Im Hollywood Production Code wurde 1934 festgelegt, dass alle Filmmonster, ungeachtet ihrer Motivation, am Ende der Handlung zu sterben haben. Im Zuge des Zweiten Weltkrieges wurden die Filme bombastischer und Emigranten aus Europa begannen das US-Kino zu bestimmen. Val Lewton war unter den ersten Filmschaffenden, die eine psychologische Komponente in ihre Produktionen einbrachten.
Das atomare Zeitalter bescherte dem Kino Monster- und Science-Fiction-Filme mit antikommunistischen Untertönen (Invasion vom Mars, Die Dämonischen). Die gestiegenen Erwartungen des Publikums brachten Ende der 1950er Jahre auch Gimmicks wie im Kinositz eingebaute Elektroschocker oder 3D-Brillen hervor. 1960 setzte Alfred Hitchcock mit Psycho neue Maßstäbe und führte das Genre weg von der klassischen „Gruselromanze“. Der Brite leitete damit die Ära des modernen Horrorfilms ein. In den Jahren danach versuchten zahlreiche Produktionen sich gegenseitig in der Schockwirkung zu übertreffen, was vorläufig in der Exploitation-Manier von Blood Feast gipfelte. Die nicht zuletzt durch den Vietnamkrieg entstandene Gegenkultur erreichte ihren cineastischen Höhepunkt mit einflussreichen Werken wie Die Nacht der lebenden Toten oder Rosemaries Baby.
Während zunehmend auch der Horror des Alltäglichen in Hollywood Einzug hielt (Wer Gewalt sät, Das letzte Haus links), wurde das Genrekino in den 70er-Jahren härter und exzessiver, was sich im sogenannten savage cinema – dem „wilden Kino“ – ausdrückte. Daneben wurden die Themen des Horrorfilms vielfältiger, so waren etwa die Emanzipation der Frau (Carrie) oder Konsumkritik (Zombie) keine Tabus mehr. Mit Steven Spielbergs Der weiße Hai zog der Horror in den Mainstream ein, die Opfer kamen nicht zuletzt mit Adaptionen der Romane von Stephen King aus Mittelklassefamilien. Während die 80er-Jahre von Slasher-Filmen (Halloween, Freitag der 13., Nightmare) dominiert wurden, mischte sich auch Kritik an der Politik Ronald Reagans unter die Filmlandschaft. B-Movies und Independent-Filme mit blutig-opulenten Effekten und humoristischen Elementen (Tanz der Teufel) rundeten das Bild ab. Den Zynismus der 90er-Jahre (Scream) streift die Dokumentation nur und kommt schnell zum Horrorkino des Post-9/11-Zeitalters. Abschließend wird die Xenophobie und der Trend zur Hypergewalt, dem sogenannten Torture Porn (Saw, Hostel), ebendieser Ära sowie das Aufkommen von Remakes thematisiert.

## Besetzung
Folgende Künstler und Experten kommen zu Wort:
- Darren Lynn Bousman: Regisseur und Drehbuchautor (Saw II)
- John Carpenter: Regisseur und Drehbuchautor (Halloween – Die Nacht des Grauens, The Fog, Das Ding aus einer anderen Welt)
- Larry Cohen: Regisseur (Die Wiege des Bösen, American Monster) und Drehbuchautor
- Roger Corman: Regisseur (Die Verfluchten, Der Mann mit den Röntgenaugen) und Produzent
- Joe Dante: Regisseur (Gremlins – Kleine Monster)
- Dennis Fischer: Filmhistoriker
- Mick Garris: Regisseur (Schlafwandler) und Drehbuchautor
- Lance Henriksen: Schauspieler (Aliens – Die Rückkehr)
- Tom McLoughlin: Regisseur und Drehbuchautor (Freitag der 13. Teil VI – Jason lebt)
- John Kenneth Muir: Filmhistoriker
- George A. Romero: Regisseur und Drehbuchautor (Die Nacht der lebenden Toten, Zombie)
- Tony Timpone: Herausgeber (Fangoria)
- Brian Yuzna: Produzent (Re-Animator) und Regisseur

## Filmausschnitte
Obwohl es sich bei Nightmares in Red, White and Blue um einen Dokumentarfilm handelt, erhielt er von der FSK aufgrund zahlreicher Ausschnitte einschlägiger Horrorfilme keine Jugendfreigabe (FSK ab 18). Gezeigt werden unter anderem kurze Sequenzen aus Werken, die in Deutschland durch die Bundesprüfstelle für jugendgefährdende Medien beschlagnahmt sind oder waren. Folgende Spielfilme werden in der Dokumentation referenziert:
| - Frankenstein (1910) - Die Geburt einer Nation (1915) - Der Einwanderer (1917) - Das Cabinet des Dr. Caligari (1920) - The Penalty (1920) - Nosferatu – Eine Symphonie des Grauens (1922) - Das Phantom der Oper (1925) - The Unknown – Der Unbekannte (1927) - Lach, Clown, lach (1928) - Im Westen nichts Neues (1930) - Dracula (1931) - Frankenstein (1931) - Dr. Jekyll und Mr. Hyde (1931) - Freaks (1932) - Graf Zaroff – Genie des Bösen (1932) - King Kong und die weiße Frau (1933) - Der Unsichtbare (1933) - Die schwarze Katze (1934) - Frankensteins Braut (1935) - Pinocchio (1940) - Der Wolfsmensch (1941) - Katzenmenschen (1942) - Night Monster (1942) - Der unsichtbare Agent (1942) - Frankenstein trifft den Wolfsmenschen (1943) - The Leopard Man (1943) - Im Schatten des Zweifels (1943) - The Seventh Victim (1943) - Frankensteins Haus (1944) - Boulevard der Dämmerung (1950) - Das Ding aus einer anderen Welt (1951) - Gefahr aus dem Weltall (1953) - Invasion vom Mars (1953) - Kampf der Welten (1953) - Panik in New York (1953) - Formicula (1954) - Godzilla (1954) - Das Grauen aus der Tiefe (1955) - Creature with the Atom Brain (1955) - Die letzten Sieben (1955) - Tarantula (1955) - Invasion der Körperfresser (1956) - Angriff der Riesenkralle (1957) - Attack of the Crab Monsters (1957) - Blob – Schrecken ohne Namen (1958) - Attack of the Giant Leeches (1959) - Die Nacht der unheimlichen Bestien (1959) - Schrei, wenn der Tingler kommt (1959) - Krieg (1960) - Psycho (1960) - Die Verfluchten (1960) - Das Pendel des Todes (1961) - Der unheimliche Mr. Sardonicus (1961) - Mondo Cane (1962) - Tanz der toten Seelen (1962) - Was geschah wirklich mit Baby Jane? (1962) - Blood Feast (1963) - Der Mann mit den Röntgenaugen (1963) - Die Vögel (1963) - James Bond 007 – Goldfinger (1964) - Satanas – Das Schloß der blutigen Bestie (1964) - Die Zwangsjacke (1964) - The Gruesome Twosome (1967) - The Trip (1967) - Bewegliche Ziele (1968) - Die Nacht der lebenden Toten (1968) - Rosemaries Baby (1968) - Easy Rider (1969) - Gas-s-s-s (1971) | - Die Satansbande (1971) - Wer Gewalt sät (1971) - Deathdream (1972) - Dracula jagt Minimädchen (1972) - Das letzte Haus links (1972) - Teuflische Brüste (1973) - Dracula braucht frisches Blut (1973) - Der Exorzist (1973) - Besessen (1974) - Blutgericht in Texas (1974) - Ein Mann sieht rot (1974) - Die Wiege des Bösen (1974) - Die Frauen von Stepford (1975) - Parasiten-Mörder (1975) - Der weiße Hai (1975) - Carrie – Des Satans jüngste Tochter (1976) - Das Omen (1976) - Eraserhead (1977) - Hügel der blutigen Augen (1977) - Halloween – Die Nacht des Grauens (1978) - Zombie (1978) - Alien (1979) - Amityville Horror (1979) - Das Böse (1979) - The Fog – Nebel des Grauens (1980) - Freitag der 13. (1980) - Shining (1980) - Blutiger Valentinstag (1981) - Freitag der 13. – Jason kehrt zurück (1981) - Halloween II – Das Grauen kehrt zurück (1981) - Das Kabinett des Schreckens (1981) - Forke des Todes (1981) - El Retorno del Hombre Lobo (1981) - Das Tier (1981) - Über dem Jenseits (1981) - Creepshow (1982) - Das Ding aus einer anderen Welt (1982) - Poltergeist (1982) - Bergierde (1983) - Christine (1983) - Cujo (1983) - Dead Zone (1983) - One Dark Night (1983) - Videodrome (1983) - Freitag der 13. – Das letzte Kapitel (1984) - Ghostbusters – Die Geisterjäger (1984) - Gremlins – Kleine Monster (1984) - Nightmare – Mörderische Träume (1984) - Starman (1984) - Die rabenschwarze Nacht – Fright Night (1985) - Re-Animator (1985) - Stuff – Ein tödlicher Leckerbissen (1985) - Verdammt, die Zombies kommen (1985) - Zombie 2 (1985) - Freitag der 13. Teil VI – Jason lebt (1986) - Henry: Portrait of a Serial Killer (1986) - Nightmare II – Die Rache (1986) - Rhea M – Es begann ohne Warnung (1986) - Dolls (1987) - The Lost Boys (1987) - Monster Busters (1987) - Near Dark – Die Nacht hat ihren Preis (1987) - Nightmare III – Freddy Krueger lebt (1987) - Tanz der Teufel II – Jetzt wird noch mehr getanzt (1987) - Freitag der 13. Teil VII – Jason im Blutrausch (1988) - Halloween IV – Michael Myers kehrt zurück (1988) - Nightmare on Elm Street 4 (1988) - Sie leben (1988) - Freitag der 13. Teil VIII – Todesfalle Manhattan (1989) | - Shocker (1989) - Basket Case 2 (1990) - Misery (1990) - Psycho IV – The Beginning (1990) - Freddy’s Finale – Nightmare on Elm Street 6 (1991) - Das Schweigen der Lämmer (1991) - Candyman’s Fluch (1992) - Schlafwandler (1992) - Jason Goes to Hell – Die Endabrechnung (1993) - Freddy’s New Nightmare (1994) - Interview mit einem Vampir (1994) - Sieben (1995) - Scream – Schrei! (1996) - Freeze – Alptraum Nachtwache (1997) - Ich weiß, was du letzten Sommer getan hast (1997) - Uncle Sam (1997) - Blade (1998) - Ring – Das Original (1998) - Blair Witch Project (1999) - The Sixth Sense (1999) - American Psycho (2000) - Shadow of the Vampire (2000) - The Devil’s Backbone (2001) - Hannibal (2001) - Jason X (2001) - Pulse (2001) - Darkness (2002) - Ghost Ship (2002) - Der Fluch von Darkness Falls (2003) - Freddy vs. Jason (2003) - Identität (2003) - The Manson Family (2003) - Michael Bay’s Texas Chainsaw Massacre (2003) - Wrong Turn (2003) - Ab-Normal Beauty – In jedem lebt das Böse (2004) - Dawn of the Dead (2004) - Marebito (2004) - Resident Evil: Apocalypse (2004) - Saw (2004) - Shutter (2004) - Spider Forest (2004) - Boogeyman – Der schwarze Mann (2005) - Cello (2005) - The Dark (2005) - Der Exorzismus von Emily Rose (2005) - Hostel (2005) - Land of the Dead (2005) - Saw II (2005) - Der verbotene Schlüssel (2005) - Verflucht (2005) - Boogeyman 2 (2006) - The Hills Have Eyes – Hügel der blutigen Augen (2006) - Pans Labyrinth (2006) - Saw III (2006) - Scary Movie 4 (2006) - Silent Hill (2006) - Texas Chainsaw Massacre: The Beginning (2006) - 30 Days of Night (2007) - Diary of the Dead (2007) - Halloween (2007) - The Hills Have Eyes 2 (2007) - Hostel 2 (2007) - Ich werde immer wissen, was du letzten Sommer getan hast (2006) - Der Nebel (2007) - P2 (2007) - Resident Evil: Extinction (2007) - Rise: Blood Hunter (2007) - Wrong Turn 2: Dead End (2007) |

## Rezeption
Der von Lux Digital Pictures produzierte Film erschien am 6. August 2009 in ausgewählten US-Kinos und im Juli 2010 erstmals als Video-on-Demand. Er erhielt überwiegend positive Kritiken. Die Website Rotten Tomatoes verzeichnet eine Gesamtwertung von 100 %, basierend auf sechs Kritikermeinungen. In der Internet Movie Database wird eine durchschnittliche Wertung von 7,2 von 10 Punkten erreicht.
Das Horrorfilm-Magazin Fangoria lobte die aufschlussreichen Interviews sowie die scharfsinnige Montage der Dokumentation und nannte diese die „beste dieser Art seit Jahren“. Ähnlich positiv fiel die Kritik der Zeitschrift Classic-Horror aus, die den Film als „wahnsinnig informativ und faszinierend“ bezeichnete und ihm eine „einzigartige Perspektive“ vom Aufstieg des amerikanischen Horrorfilms bescheinigte. Dennis Harvey fand die Doku in der Variety umfassend, aber unkritisch und sah sie als einen künftigen „Fixpunkt“ im Halloween-TV-Programm. Die verschiedenen Kommentatoren seien immer unterhaltsam, die Clips hochwertig, montageintensiv und anschaulich.
Weniger euphorisch urteilte das Webportal Bloody Distgusting, das den Film als „uninspiriert“ beschrieb. Kenner des Genres könnten aus der allerhöchstens für Einsteiger geeigneten Doku nichts mitnehmen. Während es der Buchvorlage aus dem Jahr 2004 gelänge, den jeweiligen kulturellen Zeitgeist mit Inhalten des zeitgenössischen Horrorkinos zu verknüpfen, sei der Film nicht mehr als eine „ausschweifende Sammlung von Clips“. Er bringe außerdem keine neuen Einblicke, sondern jene Art von Interviews, die man – bis auf einige Aussagen John Carpenters – schon hunderte Male gesehen habe.